# Estadio Insular
Das Estadio Insular war ein Fußballstadion im Stadtviertel Ciudad Jardín der spanischen Stadt Las Palmas auf der Insel Gran Canaria (Kanarische Inseln). Es befand sich in der Nähe des Hafens. Die Sportstätte wurde 1944 eingeweiht und war bis 2003 die Heimat des Fußballvereins UD Las Palmas. Danach zog der Club in das Estadio de Gran Canaria im Stadtviertel Siete Palmas um. 2014 wurde das Estadio Insular teilweise abgerissen und in einen Park umgewandelt, der 2016 eröffnet wurde.

## Geschichte
Der Architekt Fernando Delgado entwarf die Anlagen für den Marino Fútbol Club, der sich 1949 mit dem CD Gran Canaria, dem Atlético Club, der RC Victoria und dem Arenas Club zur UD Las Palmas zusammenschloss. Zu Beginn wurde das Stadion daher „Campo del Marino“ genannt, obwohl es offiziell „Estadio Las Palmas“ hieß.
Nach siebenmonatiger Bauzeit wurde es am 25. Dezember 1944 mit einem Spiel zwischen einer Auswahl der Stadt („Selección de Las Palmas“) und einer des Hafens („Selección del Puerto“) eingeweiht, das die Stadtmannschaft 2:1 gewann. Zum Zeitpunkt seiner Einweihung hatte das Stadion eine Kapazität von 8000 Zuschauern. Nach dem Kauf des Stadions durch die Inselverwaltung von Gran Canaria wurde es 1951 auf 22 000 Plätze erweitert. Im Zuge dieser Arbeiten wurde die Haupttribüne mit einem Dach versehen. Die zur Landseite gelegene Hintertortribüne war höher als alle anderen, da hier der natürliche Hang als Fundament genutzt wurde. Unter den anderen Tribünen waren teilweise von außen zugängliche, kleine Läden und Geschäfte untergebracht. Das Spielfeld maß 105 Meter × 68 Meter.
Das letzte offizielle Spiel, das Las Palmas im Estadio Insular austrug, fand am 29. Juni 2003 statt. Las Palmas trat gegen den FC Elche und gewann mit 4:1. Ein letztes Mal spielte die UD Las Palmas im Estadio Insular am 24. August 2003 gegen den uruguayischen Club Peñarol Montevideo aus der Hauptstadt des Landes, der sich auf einer Europatournee befand. Las Palmas verlor die Partie mit 1:3.

### Gegenwart
Elf Jahre lang war die Anlage dem Verfall preisgegeben. Anfangs gab es Spekulationen, dass sie komplett abgerissen und auf dem Gelände stattdessen ein Gewerbe- und Freizeitgebiet errichtet werden sollte, dann wurde aber entschieden, sie in einen großen Stadtpark umzuwandeln und drei der Fassaden zu erhalten. Am 29. Mai 2014 begannen die Arbeiten dafür mit dem Teilabriss. Am 12. Mai 2016 wurde der Park schließlich eröffnet. Er ist als Hommage an die Fußballmannschaft der der UD Las Palmas gestaltet, mit Leinwänden, die Spieler und historische Momente des Clubs zeigen, den dominierenden Farben Gelb und Blau und einer Stahlskulptur in Form eines Fußballs.
Der Park verfügt über 6000 m² Rasenfläche und 2300 m² Fläche, die hauptsächlich mit Palmen bepflanzt ist. Die Anlage umfasst auch einen Sportbereich mit Sportplätzen und Sportgeräten im Freien sowie einer 300 Meter langen Laufstrecke. Außerdem wurde ein Kinderspielplatz angelegt und es gibt verschiedene Gastronomieangebote.